# Eunice de Souza
Eunice de Souza (Pune, 1 de agosto de 1940 — Bombaim, 29 de julho de 2017) foi uma poetisa, crítica literária e romancista indiana de língua inglesa. Entre os seus mais notáveis livros de poesia está Mulheres na pintura holandesa (1988).

## Início da vida e educação
Eunice de Souza nasceu e cresceu em Pune, numa família católica goesa. Estudou inglês e literatura , obtendo o mestrado na Universidade Marquette em Wisconsin, e PhD pela Universidade de Mumbai. Ela ensinou inglês em St. Xavier College, de Mumbai, e foi chefe do departamento, até a sua recente reforma. Ela estava envolvida no conhecido Festival Literário de Ithaka, organizado na faculdade.
Ela também foi envolvida no teatro, como atriz e diretora. Ela começou a escrever romances como Dangerlok em 2001. Ela também escreveu quatro livros infantis.
Para além de poesia e ficção, Eunice de Souza editou diversas antologias e coleções e escreveu uma coluna semanal para o Mumbai Mirror. Sua poesia é também incluída na Antologia de Poesia Contemporânea Indiana (Estados Unidos).
Ela morreu em 29 de julho de 2017.

## Obras
Poesias
- Fix. (1979)
- Women in Dutch Painting. (1988)
- Ways of Belonging. (1990)
- Selected and New Poems. (1994)
- Learn from the Almond Leaf  (Poetrywala, 2016)

Romances
- Dangerlok. (Penguin, 2001) revisão extrato de
- Dev & Simran: Um Romance. (Penguin, 2003) revisão

Entrevistas
- Conversations with Indian Poets. (OUP, 2001) ISBN 978-0-19-564782-2

Editados
- Nine Indian Women Poets: An Anthology. (OUP, 2001) ISBN 978-0-19-565847-7
- 101 Folktales From India. (2004)
- Purdah: An Anthology. (OUP, 2004) ISBN 0-19-566661-5
- Women's Voices: Selections from Nineteenth and Early Twentieth Century Indian Writing in English. (OUP, 2004) ISBN 978-0-19-566785-1 review

- Early Indian Poetry in English: An Anthology 1829-1947. (OUP, 2005) ISBN 978-0-19-567724-9 review

- The Satthianadhan Family Album. (Sahitya Akademi, 2005) review
- These My Words: The Penguin Book of Indian Poetry (Co-edited with Melanie Silgardo, Penguin 2012)